# Bocksberget
Bocksberget este o arie protejată (arie specială de conservare — SAC, sit de importanță comunitară — SCI) din Suedia întinsă pe o suprafață de 75,9 ha, integral pe uscat.

## Localizare
Centrul sitului Bocksberget este situat la coordonatele 64°32′46″N 18°51′49″E / 64.546°N 18.8635°E.

## Înființare
Situl Bocksberget a fost declarat sit de importanță comunitară în ianuarie 1997 pentru a proteja 2 specii de animale. Situl a fost protejat și ca arie specială de conservare în martie 2011.

## Biodiversitate
Situată în ecoregiunea boreală, aria protejată conține 2 habitate naturale: Taiga vestică, Mlaștini împădurite.
La baza desemnării sitului se află mai multe specii protejate de  nevertebrate (2): Stephanopachys linearis, Stephanopachys substriatus.